# Frank-Toyo
El equipo Frank-Toyo, conocido anteriormente como Isotonic o Cyndarella fue un equipo ciclista suizo de ciclismo en ruta que compitió de 1987 a 1990.

## Corredor mejor clasificado en las Grandes Vueltas
| Año  | Giro de Italia          | Tour de Francia | Vuelta a España |
| ---- | ----------------------- | --------------- | --------------- |
| 1987 | -                       | -               | -               |
| 1988 | 11.º Beat Breu          | -               | -               |
| 1989 | 38.º Rolf Järmann       | -               | -               |
| 1990 | 50.º Masatoshi Ichikawa | -               | -               |

## Principales resultados
- Gran Premio Guillermo Tell: Fabian Fuchs (1988), Karl Kälin (1989), Werner Stutz (1990)
- Gran Premio de Lugano: Marco Vitali (1990)

### A las grandes vueltas
- Giro de Italia
  - 3 participaciones (1988, 1989, 1990)
  - 1 victorias de etapa:
    - 1 el 1989: Rolf Järmann

  - 0 clasificaciones finales:
  - 0 clasificaciones secundarias:

- Tour de Francia
  - 0 participaciones

- Vuelta en España
  - 0 participaciones